# 岡安弥生
岡安 弥生（おかやす やよい、1972年3月14日 -  ）は、セント・フォース所属の女性フリーアナウンサー。群馬県立前橋女子高等学校卒業、東京女子大学卒業。夫は元経済産業大臣の菅原一秀。

## 出演番組

### 現在
- 羽鳥慎一モーニングショー（テレビ朝日、2015年9月28日 - ） - リポーター

### これまでの出演番組
- ベストタイム（TBS）
- クローズアップ東京（東京MXテレビ）
- FNNスーパータイム（フジテレビ）
- FNNスーパーニュース（フジテレビ）
- JNNニュースの森（TBS） - ※番組準専属のフィールドリポーターだった時期もあり
- 早ズバッ!ナマたまご（TBS）
- みのもんたの朝ズバッ!→朝ズバッ!（TBS、2005年3月28日 - 2014年3月28日） - 取材キャスター（リポーター）※放送期間中番組の準専属扱いだった
- 情報満載ライブショー モーニングバード!（テレビ朝日、2014年3月31日 - 2015年9月25日） - リポーター